# Пилоу лава
Пилоу лава (енгл. Pillow lava - јастучаста лава) је лава специфичне јастучасте структуре, коју је задобила екструзијом лава испод воде, односно субакватичном екструзијом. Пилоу лаве се у вулканским стенама јављају у дебелим секвенцама дисконтинуираних маса јастучастог облика, обично димензија око 1 метра. Изграђују највиши део другог слоја нормалне секвенце океанске коре. 

## Састав
Пилоу лаве су углавном базалтног састава, иако су познате и пилоу лаве коматитског, пикритског, бонинитског, андезитског, па чак и дацитског састава. У општем случају, што је киселија магма, пилоу лаве имају веће димензије, због већег вискозитета лаве.

## Појављивање
Пилоу лаве јављају се на свим местима где се базичне или интермедијарне лаве изливају на морском дну, а та места могу бити ланци подморских вулкана изнад врућих тачака или конструктивне границе плоча на средњоокеанским гребенима. У току формирања нове океанске коре, у центру ширења избацују се дебеле секвенце пилоу лава, које се хране магмом из дајкова који повезују морско дно и огњиште магме. Пилоу лаве и, са њима везан, комплекс паралелних дајкова, граде део класичне офиолитске секвенце у случају обдукције океанске коре на континенталну кору.
Постојање пилоу лава у најстаријим вулканским секвенцама на Земљи потврђују и постојање великих маса воде на Земљиној површини у раном архаику. Пилоу лаве се генерално користе за потврду субакватичног вулканизма у метаморфним појасевима.
Пилоу лаве се такође јављају као продукти субглацијалних вулкана у раним фазама ерупције. 